# Issus fieberi
Issus fieberi är en insektsart som beskrevs av Melichar 1906. Issus fieberi ingår i släktet Issus och familjen sköldstritar. Inga underarter finns listade i Catalogue of Life.